# William Hay Macnaghten

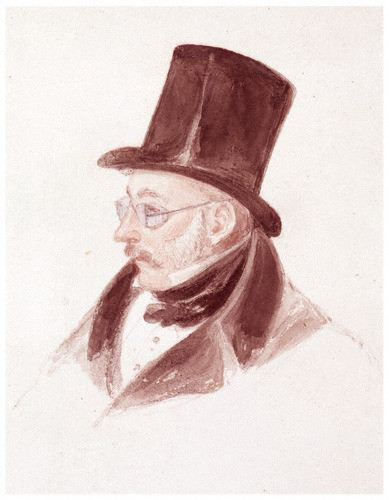
William Hay Macnaghten

William Hay Macnaghten, 1. baronet (ur. 24 sierpnia 1793, zm. 23 grudnia 1841 w Kabulu) – brytyjski urzędnik Służby Cywilnej, najwyższy rangą polityk towarzyszący Armii Indusu podczas I wojny brytyjsko-afgańskiej.
Był drugim synem sir Francisa Macnaghtena, sędziego sądów najwyższych w Madrasie i Kalkucie. Wykształcenie odebrał w Charterhouse School. Następnie jako kadet wyjechał do Madrasu. W 1816 r. wstąpił do bengalskiej Służby Cywilnej. Miał talent do nauki języków, opublikował wiele rozpraw o hinduskim i muzułmańskim prawie. Jego kariera polityczna zaczęła się w 1830 r., kiedy to został sekretarzem gubernatora generalnego lorda Williama Bentincka. W 1837 r. stał się jednym z najbliższych doradców nowego gubernatora, lorda Aucklanda. To za przyczyną Macnaghtena Auckland poparł pretensję Szui Szaha do tronu Afganistanu.
Macnaghten był głównym politycznym dowódcą (w randze delegata nadzwyczajnego) Armii Indusu, która w 1839 r. zdobyła Kabul i osadziła na afgańskim tronie Szuję Szaha. W 1840 r. otrzymał tytuł baroneta. Wkrótce Macnaghten popadł w konflikt z wojskowymi oraz swoim podwładnym sir Alexandrem Burnesem. Dążąc do jak największych oszczędności, przekonany o całkowitej pacyfikacji Afganistanu, obciął o połowę subsydia wypłacane górskim plemionom, które w zamian nie atakowały brytyjskich karawan. Nieudolna polityka Macnaghtena doprowadziła 2 listopada 1841 r. do wybuchu powstania w Kabulu.
Z polecenia dowódcy Armii Indusu Macnaghten prowadził rokowania z wodzem powstańców, Akbarem Chanem. Równocześnie próbował przekupić niektórych wodzów afgańskich. Akbar Chan przejrzał jego zamiary i 23 grudnia 1841 r. oskarżył go o spiskowanie. Macnaghten zaprzeczył, ale Afgańczycy rzucili się na jego towarzyszy, a sam Macnaghten został zastrzelony przez Akbara Chana z pistoletu, który wcześniej podarował afgańskiemu wodzowi. Ciało Macnaghtena poćwiartowano i wystawiono na widok publiczny.